# Lilian Violet Cooper
Lilian Violet Cooper (Clapham, 11 agosto 1861 – Brisbane, 18 agosto 1947) è stata un medico britannico nel Queensland, in Australia. È stata la prima dottoressa registrata nel Queensland.

## Primi anni di vita e formazione
Lilian Cooper nacque a Clapham, nel sud di Londra, l'11 agosto 1861, da Henry Fallowfield Cooper, un capitano dei Royal Marines, e da sua moglie Elizabeth Shewell. Scelse di studiare medicina alla London School of Medicine for Women nel 1886. Dopo aver completato il corso nell'ottobre 1890 si qualificò come medico presso il Royal College of Physicians, Edimburgo, studiando anche al Royal College of Surgeons, Edimburgo, all'Università di Edimburgo e alla Facoltà di Medici e Chirurghi a Glasgow.

## Inizio carriera
Dopo aver completato la sua formazione presso la London School of Medicine for Women, nel 1892, salpò per Brisbane con Mary Josephine Bedford. Nel giugno 1891 fece domanda per la registrazione presso il Medical Board del Queensland, diventando la prima donna medico registrata nel Queensland e la seconda in Australia. Iniziò la sua carriera professionale a Brisbane con il dottor Booth nel suo studio di medicina generale a South Brisbane. Però, dopo 6 mesi di lavoro con Booth che, secondo quanto riferito, era ubriaco per la maggior parte del tempo, la Cooper rescisse il suo accordo con lui e avviò il proprio studio. Le sue azioni sollevarono le ire della classe medica dell'epoca (tutta maschile) di Brisbane che la emarginò come professionista fino al 1893, quando fu finalmente ammessa come membro della Queensland Medical Society. Iniziò il proprio studio presso The Mansions in George Street nel 1893, facendo visite a domicilio inizialmente con il suo cavallo e il suo carrozzino, una bicicletta e poi con la sua amata automobile. Lavorò poi presso l'Hospital for Sick Children e il Lady Lamington Hospital for Women di Brisbane, prima di unirsi al Mater Misericordiae Hospital nel 1905.
Tornò in Inghilterra nel 1911 e nel giugno 1912 ottenne un dottorato in medicina dall'Università di Durham. Durante questo periodo viaggiò negli Stati Uniti e visitò il Johns Hopkins Hospital nel Maryland e la Mayo Clinic nel Minnesota.

## Prima Guerra Mondiale

Ordine di San Sava - Barra a nastro

Durante la prima guerra mondiale si offrì volontaria presso lo Scottish Women's Hospital Service dopo essere stata rifiutata dall'Esercito australiano poiché le dottoresse non erano desiderate. Prestò servizio in prima linea in Francia, Macedonia e Serbia e era responsabile della divisione ambulanze, con tutte autiste donne, inclusa la sua amica Mary Josephine Bedford. Operando in tende vicino alla linea del fronte, la Cooper fu successivamente insignita dell'Ordine di San Sava dal Re Serbo per i suoi sforzi in tempo di guerra.

## Dopoguerra
Dopo la prima guerra mondiale, Cooper e Bedford tornarono a Brisbane nel 1918, vivendo a Kangaroo Point. La Cooper divenne membro della Fondazione del Royal Australasian College of Surgeons nel 1928 e fondatrice della Queensland Medical Women's Society.

## Ultimi anni
La Cooper si ritirò nel 1941. Morì a Brisbane il 18 agosto 1947 ed è sepolta accanto alla sua compagna di lunga data Mary Josephine Bedford nel cimitero di Toowong, Brisbane, Queensland, Australia.

## Eredità
Il distretto elettorale della Cooper, fu creato nella ridistribuzione elettorale dello stato del Queensland del 2017 come il Lilian Cooper Medical Center a Spring Hill ed entrambi intitolati a Lilian Cooper.
Nel 2020 la Biblioteca di Stato del Queensland produsse un episodio su Lilian Cooper e i suoi successi nella vita per la serie Dangerous Women Podcast.